# Global Records
Global Records es un sello discográfico rumano fundado en 2008 por el empresario Ștefan Lucian. A partir de 2018, la empresa generó una serie de sencillos exitosos en las listas musicales rumanas. Global Records ha firmado contratos de grabación con artistas como Inna, descrita por el diario británico The Guardian como «una de las mayores exportaciones de Rumania».
En enero de 2020, la Sociedad Rumana de Televisión (TVR) anunció que colaboraría con la discográfica para el Festival de la Canción de Eurovisión 2020; eventualmente se reveló el triunfo de Roxen para representar a Rumania. Sin embargo, el evento se canceló debido a la actual Pandemia de COVID-19. No obstante, Eurovisión seleccionó internamente a la estrella para la edición de 2021. En agosto de 2020, Global Records se unió a Warner Music en un intento por promover a sus artistas por el mundo; la primera campaña conjunta fue para Roxen y su último sencillo «How to Break a Heart».

## Artistas

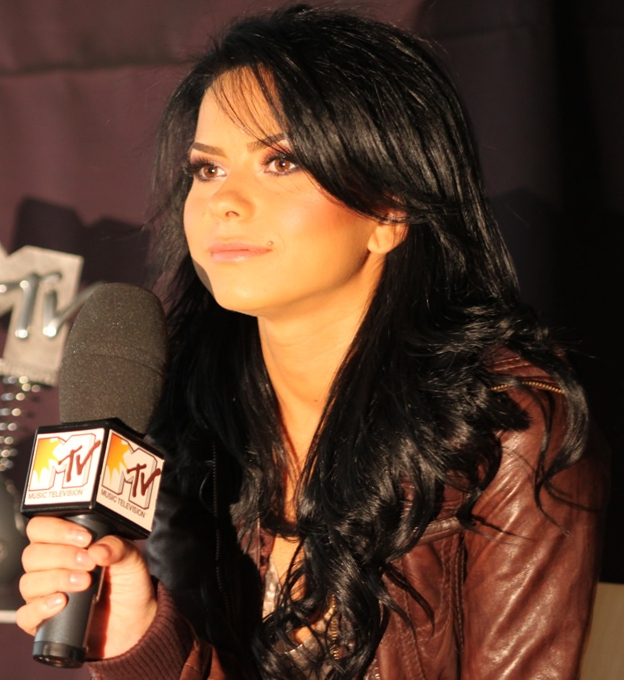
Global Records tiene a varios artistas en su lista, entre ellos la cantante y compositora Inna (en la imagen).

Adaptado de las siguientes citas.
- Alina Eremia
- Antonia
- Carla's Dreams
- David Ciente
- Delia Matache
- Diana V
- DJ Project
- G Girls
- Inna
- Irina Rimes
- Mark Stam
- Minelli
- The Motans
- Roxen
- Sickotoy
- Vanotek
- Lariss